# Premier Guitar

Premier Guitar est un magazine mensuel destiné aux guitaristes créé en 2007. Il comprend des tutoriels, des tablatures acoustique, rock, blues, punk, metal, des interviews de guitaristes, des études de leur style de jeu et des présentations de modèles de guitares et d'accessoires (amplis, pédales d'effet, etc.). Douze numéros sont publiés chaque année.
Premier Guitar a interviewé plus de guitaristes célèbres comme Pete Townshend (The Who), Ron Wood (Rolling Stones), Joe Perry (Aerosmith), Guthrie Govan, Brent Hinds et Bill Kelliher (Mastodon), Dave Mustaine et Chris Broderick (Megadeth) et luthier Yuri Landman.